# Columbus Golden Seals
Columbus Golden Seals byl profesionální americký klub ledního hokeje, který sídlil v Columbu ve státě Ohio. V letech 1971–1973 působil v profesionální soutěži International Hockey League. Golden Seals ve své poslední sezóně v IHL skončily v základní části. Klub byl během své existence farmou týmu California Golden Seals. Své domácí zápasy odehrával v hale Taft Coliseum s kapacitou 5 003 diváků. Klubové barvy byly zlatá a černá.
Zanikl v roce 1973 přejmenováním na Columbus Owls.

## Přehled ligové účasti
Zdroj: 
- 1971–1973: International Hockey League (Jižní divize)